# Alfred Delp

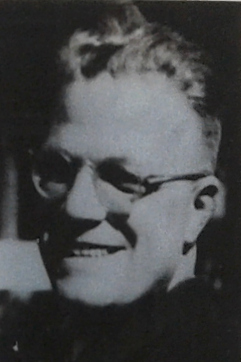
Alfred Delp um 1940

Alfred Friedrich Delp SJ (* 15. September 1907 in Mannheim; † 2. Februar 1945 in Berlin-Plötzensee) war ein deutscher Jesuit, Priester und Mitglied des Kreisauer Kreises im Widerstand gegen den Nationalsozialismus.

## Leben

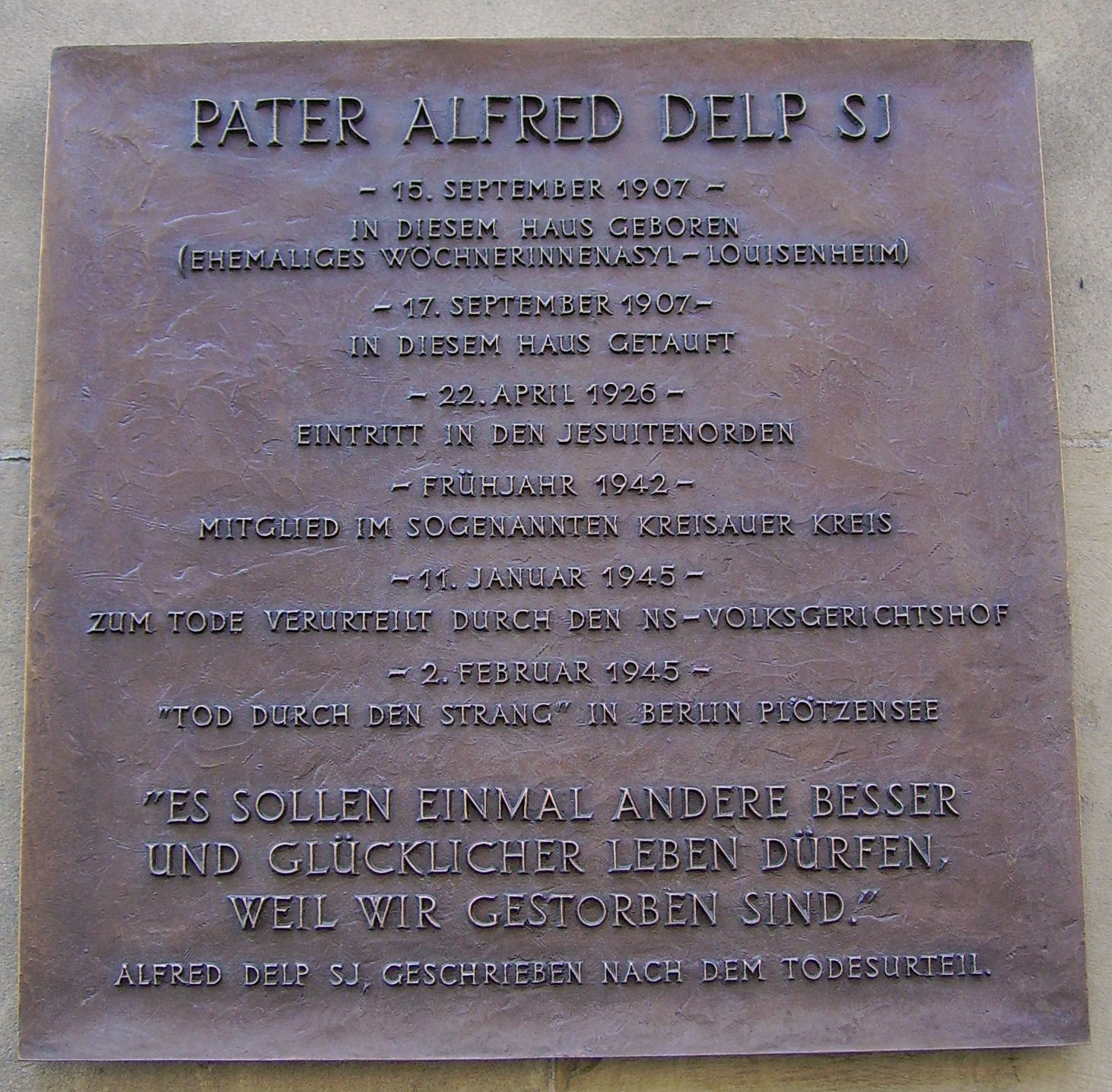
Gedenktafel an Delps Geburtshaus in Mannheim, 2006

Alfred Delp war der älteste Sohn von sechs Kindern von Johann Adam Friedrich Delp (* 1876 Mannheim – 1958) und Maria, geborene Bernauer (* 1881 Asbach bei Mosbach – 1968). Er wurde im „Wöchnerinnenasyl Luisenheim“ in C 7 in Mannheim geboren und zwei Tage später dort von Kaplan Mutz der Jesuitenkirche, in deren Sprengel das Wöchnerinnenasyl lag, getauft. Bei der späteren römisch-katholischen Trauung der Eltern musste sein evangelischer Vater schriftlich zusagen, dass die aus dieser Ehe hervorgehenden Kinder katholisch getauft und erzogen werden. Dieses Versprechen konnte der Vater nicht einhalten, denn die junge Familie musste aus wirtschaftlichen Gründen bei den evangelischen Eltern des Vaters in Hüttenfeld leben, wo die Großmutter, stolz auf ihre evangelische Familientradition, die evangelische Erziehung des Jungen durchsetzte, was zum Dauerkonflikt in der Familie führte. Dort wohnte er bis 1914 in der Mannheimer Straße 3. 1921 wurde er als Gymnasiast zunächst konfirmiert, nach einem Streit mit dem evangelischen Pfarrer jedoch in der katholischen Kirche zur Erstkommunion zugelassen und gefirmt.
Das desolate Verhältnis zwischen den christlichen Konfessionen begleitete ihn bis ans Lebensende, schrieb er doch aus dem Gefängnis heraus: „Wenn die Kirchen der Menschheit noch einmal das Bild einer zankenden Christenheit zumuten, sind sie abgeschrieben.“
Die Jugend von Alfred Delp wurde dann vor allem durch die katholische Jugendbewegung „Bund Neudeutschland“ geprägt. Unmittelbar nach seinem Abitur an der Goetheschule in Dieburg trat er 1926 in den Jesuitenorden ein. Während seines Studiums war der spätere Theologe des II. Vaticanums, Karl Rahner, sein Lateinlehrer. Als Erzieher und Lehrer wirkte Delp am Kolleg St. Blasien im Schwarzwald. 1937 wurde er zum Priester geweiht. Seit 1939 wirkte er als Seelsorger in der Pfarrei Heilig Blut im Münchner Stadtteil Bogenhausen. Er wurde Mitarbeiter der Zeitschrift Stimmen der Zeit in München, der im Juni 1941 die Druckerlaubnis entzogen wurde, bis sie im Oktober 1946 wieder erscheinen konnte.
Von 1942 an arbeitete Delp im Kreisauer Kreis um Helmuth James Graf von Moltke mit, um ein Modell für eine neue Gesellschaftsordnung nach dem Ende der Zeit des Nationalsozialismus zu entwickeln. Hier engagierte er sich insbesondere für die Positionen der katholischen Kirche bei einem Neuaufbau Deutschlands im Hinblick auf die Katholische Soziallehre.

### Inhaftierung und Hinrichtung

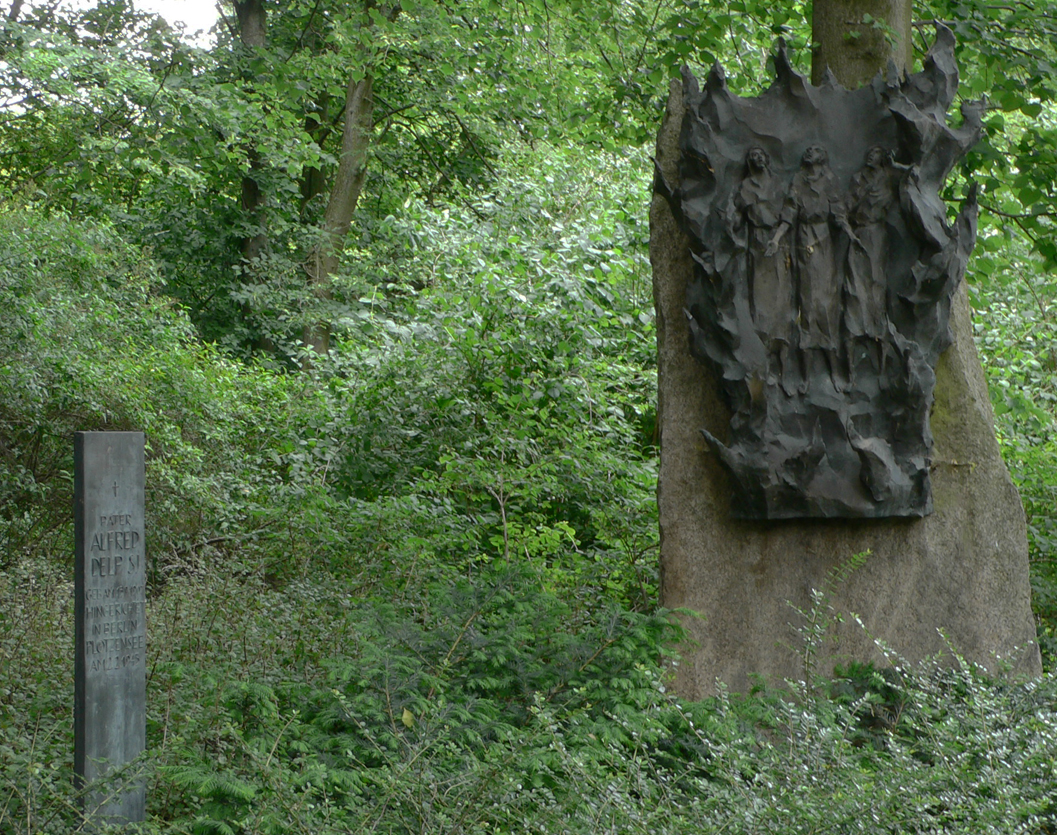
Denkmal bei St. Georg in München-Bogenhausen, 2007

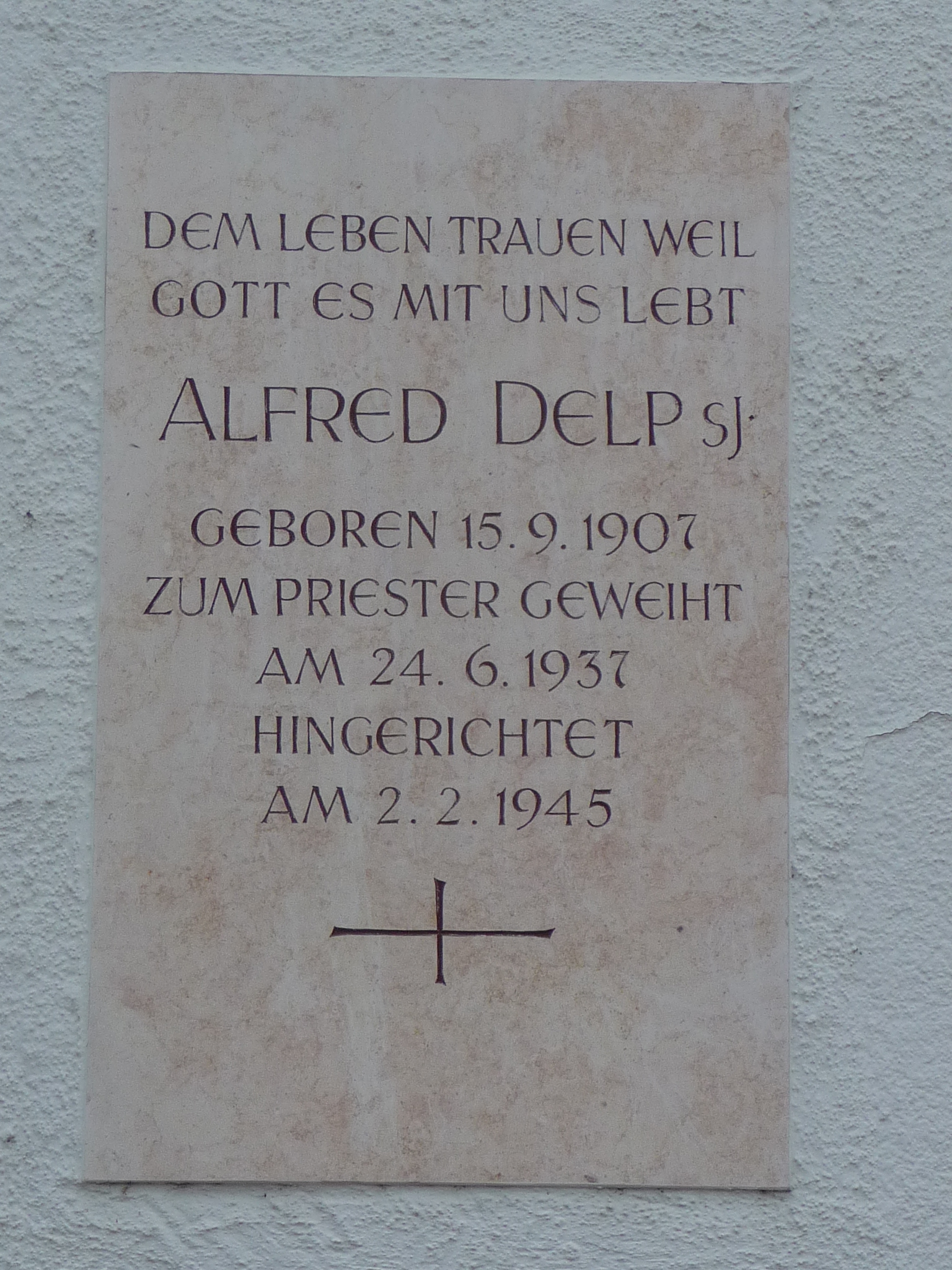
Gedenktafel in Lampertheim

Nach dem Scheitern des Umsturzversuches vom 20. Juli 1944 wurde Delp am 28. Juli 1944 nach der Frühmesse in St. Georg im Münchner Stadtteil Bogenhausen, Filialkirche von Heilig Blut, verhaftet, obwohl er an den Vorbereitungen des Attentats nicht beteiligt war. Im Prozess vor dem Volksgerichtshof unter Vorsitz von Roland Freisler wurde Alfred Delp wegen Hoch- und Landesverrats zum Tod durch den Strang verurteilt. Das Gericht hatte zwar den Vorwurf der Mitwisserschaft am Attentat fallen lassen, doch sein Engagement im Kreisauer Kreis, sein Wirken als Jesuitenpater und seine christlich-soziale Weltanschauung genügten, um ihn zum Opfer der NS-Justiz zu machen.
Während der Haftzeit machte ihm die Gestapo das Angebot der „Freilassung gegen Ordensaustritt“, was aber von Delp ausgeschlagen wurde. Delp legte am 8. Dezember 1944 in der Haftanstalt Berlin-Tegel gegenüber seinem Mitbruder Franz von Tattenbach seine letzten, feierlichen Gelübde ab, die Profess, mit der Delp und sein Orden ihre gegenseitige Bindung bekundeten. Am 14. Januar 1945 schrieb er an seine Sekretärin Luise Oestreicher in München:

„Wie lange ich nun hier warte, ob und wann ich getötet werde, weiß ich nicht. Der Weg hierher bis zum Galgen nach Plötzensee ist nur zehn Minuten Fahrt. Man erfährt es erst kurz vorher, dass man heute und zwar gleich ‚dran‘ ist. Nicht traurig sein. Gott hilft mir so wunderbar und spürbar bis jetzt. Ich bin noch gar nicht erschrocken. Das kommt wohl noch. Vielleicht will Gott diesen Wartestand als äußerste Erprobung des Vertrauens. Mir soll es recht sein. Ich will mir Mühe geben, als fruchtbarer Samen in die Scholle zu fallen, für Euch alle und für dieses Land und Volk, dem ich dienen und helfen wollte.“

„Liebe Mitbrüder, nun muß ich doch den anderen Weg nehmen. Das Todesurteil ist beantragt, die Atmosphäre ist so voll Haß und Feindseligkeit, daß heute mit seiner Verkündigung und Vollstreckung zu rechnen ist. Der eigentliche Grund der Verurteilung ist der, daß ich Jesuit bin und geblieben bin. Eine Beziehung zum 20. Juli war nicht nachzuweisen. Auch die Stauffenberg-Belastung ist nicht aufrecht erhalten worden. Andere Strafanträge, die wirkliche Kenntnis des 20. Juli betrafen, waren viel milder und sachlicher. Die Atmosphäre war so voll Haß und Feindseligkeit. Grundthese: ein Jesuit ist a priori der Feind und Widersacher des Reiches. Auch Moltke wurde sehr häßlich behandelt, weil er uns, besonders Rösch, kannte. So ist das Ganze von der einen Seite eine Komödie gewesen, auf der anderen aber doch ein Thema geworden. Das war kein Gericht, sondern eine Funktion des Vernichtungswillens. Gegen Mittag werde ich noch zelebrieren und dann in Gottes Namen den Weg seiner Fügung und Führung gehen.“

Das Urteil wurde am gleichen Tag in Plötzensee vollstreckt, seine Asche wurde auf den Berliner Rieselfeldern verstreut. Auf dem Weg unter den Galgen sagte er zum Gefängnispfarrer: „In wenigen Augenblicken weiß ich mehr als Sie.“

## Ehrungen
In seinem Heimatort Hüttenfeld trägt das Katholische Gemeindezentrum seinen Namen, inzwischen auch die Straße, in der sein Elternhaus stand. An seiner Wirkungsstätte am Kolleg St. Blasien wurde die Sporthalle nach ihm benannt. In der Haftanstalt Berlin-Tegel gibt es eine (nicht öffentlich zugängliche) Gedenktafel für ihn und seine Mitkämpfer. In der Nähe der Hinrichtungsstätte Plötzensee erinnert die Delpzeile an ihn.
Die katholische Bischofskonferenz Deutschlands hat Pater Alfred Delp als Glaubenszeugen in das Buch Deutsches Martyrologium des 20. Jahrhunderts aufgenommen.
In Deutschland sind zahlreiche Schulen nach Alfred Delp benannt, unter anderem in Mannheim, Ludwigshafen, Köln, Mainz, Hamm, Bremerhaven, Froschhausen, Hargesheim, Mondorf, Troisdorf, Ubstadt-Weiher, Dieburg und Lampertheim. In Frankfurt am Main, Mannheim, Bayreuth und Göttingen sind katholische Studentenwohnheime nach ihm benannt. Auch das Gästehaus auf dem Gelände des Canisius-Kollegs in Berlin trägt seinen Namen. In Dieburg wurde die Gymnasiale Oberstufe, die Alfred-Delp-Schule, das katholische Gemeindezentrum, das Pater-Delp-Haus und eine Straße nach ihm benannt.
In der St.-Andreas-Kirche in Lampertheim wurde 1965 eine Alfred-Delp-Kapelle eingeweiht.
Die am 2. Februar 2025 gegründete Pfarrei Südliches Ried in Südhessen trägt den Namen „Pfarrei Alfred Delp Südliches Ried“.
Weiterhin wurden Straßen und Wege in Berlin-Charlottenburg, Göttingen, Münster, Bonn, Osnabrück, Rheine, Gießen, Gütersloh, Erfurt, Harsum, Hannover-Mühlenberg, Heusenstamm, Durmersheim, Leverkusen, Lingen (Ems), Lüdinghausen, Lüneburg, Paderborn, Pulheim-Brauweiler, Saarbrücken, Schwandorf, Viernheim, Aalen, Rimpar, Bietigheim, Siegen, Nieder-Olm, Bebra, Hövelhof, Geseke, Königsbrunn, Geldern und Würzburg-Heuchelhof nach ihm benannt. In München-Bogenhausen wurde die Wasserburgerstraße, in der ab 1935 Eva Braun eine Villa bewohnte, nach Delp umbenannt.
In Raunheim ist ein Kreisel nach ihm benannt. Der Kreisel ist mit Zitat und Information von Alfred Delp illuminiert.
Die OKJA/Katholische Jugend unterhält in Bottrop ein Alfred-Delp-Heim. Die Bundeswehr benannte eine Kaserne in Donauwörth nach ihm. In Neuss hat sich eine Ortsgruppe der Georgs-Pfadfinder nach ihm benannt, der DPSG-Stamm Alfred Delp. In Brilon im Hochsauerlandkreis ist das örtliche Kinder- und Jugendzentrum (Alfred-Delp-Haus, kurz ADH) und in Oberursel/Taunus ist ein Wohn- und Tageszentrum für Menschen mit geistiger Behinderung nach ihm benannt, des Weiteren befindet sich in Troisdorf das Alfred-Delp Altenzentrum und in Froschhausen die Grundschule, die seit 1969 seinen Namen trägt. Seit Delps 60. Todestag im Jahr 2005 existiert in seiner Geburtsstadt Mannheim eine Alfred-Delp-Gesellschaft. Sie gibt seit 2007 das Alfred-Delp-Jahrbuch heraus, veranstaltet in Zusammenarbeit mit dem Historischen Institut der Universität Mannheim eine Gedenkvorlesung in zeitlicher Nähe zum Geburtstag (15. September) und stiftete für die Jesuitenkirche eine von Karlheinz Oswald gestaltete Büste, die von ihrem Ehrenmitglied Karl Kardinal Lehmann 2007 eingeweiht wurde.

## Werke
- Tragische Existenz. Zur Philosophie Martin Heideggers. Herder, Freiburg 1935 (Digitalisat).
- Roman Bleistein (Hrsg.): Gesammelte Schriften. Josef Knecht, Frankfurt am Main, ISBN 978-3-7820-0699-6 (ca. 2215 Seiten, in 5 Bänden).

1. Geistliche Schriften. 1982, ISBN 3-7820-0478-7 (Mit einleitenden Texten von Karl Rahner).
2. Philosophische Schriften. 1983, ISBN 3-7820-0485-X (Mit einleitenden Texten von Karl Heinz Neufeld).
3. Predigten und Ansprachen. 1983, ISBN 3-7820-0487-6 (Mit einleitenden Texten von Ludwig Bertsch).
4. Aus dem Gefängnis. 1984, ISBN 3-7820-0499-X (Mit einleitenden Texten von Roman Bleistein).
5. Der Herrgott. Hrsg.von Roman Bleistein. 1985, ISBN 3-7820-0511-2.
6. Briefe – Texte – Rezensionen. 1988, ISBN 3-7820-0580-5.

## Filme
- Ikarus-Film (Prod.): Alfred Delp. DVD, München 2006.
- Ikarus-Film (Prod.): Pater Delp DVD, München 2007.